# Editura Minerva
Editura Minerva este o editură din România, înființată inițial în 1898 și apoi, re-înființată în 1970 în București. Din anul 2002 Editura Minerva S.A este componentă a trustului Megapress Holding.

## Istorie
Inițial cunoscută sub numele de Institutul de Arte Grafice și Editură «Minerva», înființat în 1898, editura încetează să publice după cel de-al Doilea Război Mondial și nu revine până în 1970 ca Editura Minerva.
Se privatizează în 1999, dar este cumpărată în 2002 de Megapress Holdings .

## Colecții
Biblioteca pentru toți
Este deținătoarea drepturilor celebrei colecții Biblioteca pentru toți, care a fost inițiată de editorul Carol Müller, care a fost inspirat de colecția germana de buzunar Universal Reklam Bibliotheck din Leipzig. În 1899 colecția a fost vândută Casei de Editură a Librăriei Alcalay. Timp de 25 de ani în intervalul de timp 1889-1949 colecția a fost editată de Editura Librăriei Leon Alcalay, Editura Librăriei Universale "Leon Alcalay", Editura Librăriei "Universala" Alcalay & Co și apoi din 1943 până în 1949 a intrat în portofoliul editurii Socec. Din 1950 până în 1959, apărută fără numere de colecție, Biblioteca pentru toți a fost publicata de Editura Cartea Rusă și "Editura pentru Literatură și Artă" a Uniunii Scriitorilor, Editura ARLUS, Editura Tineretului a CC al UTC. Din 1960, numerotată din nou de la 1, colecția a fost editată de Editura de Stat pentru Literatură și Artă, Editura pentru Literatură și, din 1970 până astăzi, de Editura Minerva.
Meșterul Manole
Arcade
Patrimoniu